# Puhi
Puhi is een plaats (census-designated place) in de Amerikaanse staat Hawaï, en valt bestuurlijk gezien onder Kauai County.

## Demografie
Bij de volkstelling in 2000 werd het aantal inwoners vastgesteld op 1186.

## Geografie
Volgens het United States Census Bureau beslaat de plaats een oppervlakte van
0,9 km², waarvan 0,9 km² land en 0,0 km² water.

## Plaatsen in de nabije omgeving
De onderstaande figuur toont nabijgelegen plaatsen in een straal van 12 km rond Puhi.